# Rossøya

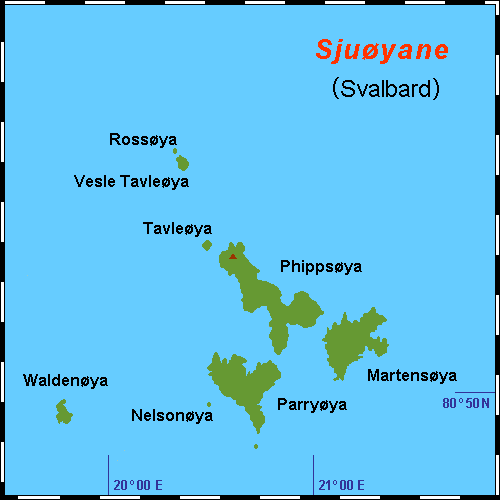
Ögruppen Sjuöarna med Rossøya längst i norr.

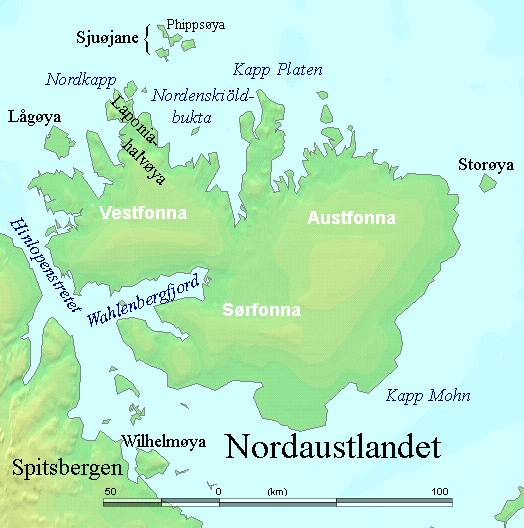
Sjuöarna norr om Nordaustlandet.

Rossøya (svenska: Rossön) är en liten klippö i ögruppen Sjuöarna i nordöstra Svalbard. Ön är den nordligaste platsen i Svalbard och en av Svalbards ytterpunkter. Rossøya är nästan helt cirkelrund och 308 meter lång och 341 meter bred. Öns högsta punkt är 52 m ö.h.

## Geografi
Rossøya ligger cirka 350 km nordöst om Longyearbyen och cirka 50 km norr om Nordaustlandet vid Nordenskiöldbukta i Norra ishavet.
Ön ligger strax utanför Vesle Tavleøya och cirka 1 024 km från Nordpolen.
Rossøya ska inte förväxlas med ytterligare en ö med samma namn (Ross Island) som ligger i Antarktis.
Förvaltningsmässigt ingår den obebodda Rossøya i naturreservatet Nordaust-Svalbard naturreservat.

## Historia
Rossøya var känt av nederländska valfångare på 1600-talet och ön kan ses på nederländska kartor från århundradets sista halva.
Rossøya namngavs efter brittiske upptäcktsresande James Clark Ross som deltog i den engelska polarexpeditionen 1827 med fartyget "HMS Hecla" under ledning av William Edward Parry .
1973 inrättades Nordaust-Svalbard naturreservat.